# Bṛihadāraṇyaka-upaniṣad
El Bṛhádāraṇyaka Upaniṣad o [gran] Upanishad del bosque es uno de los más antiguos Upanishad, que son casi 150 textos sagrados hindúes escritos en sánscrito entre el siglo VIII a. C. y el siglo II a. C.

## Contexto
El Bṛhádāraṇyaka Upaniṣad es conocido por su contenido filosófico; su texto —íntimamente relacionado con el Yajurveda— se encuentra contenido en el Shatapatha bráhmana (una parte de los Vedas). En concreto, está formado por los últimos capítulos (del 4.º al 9.º adhyāya) del 14.º libro (o kāṇḍa) del Śatapatha Brāhmaṇa.
Se considera un Upanishád independiente, por haber sido extraído de una parte del texto bráhmana, lo que lo convierte en uno de los más antiguos (si no el más antiguo) del corpus upanisádico, fechado entre el siglo VIII a. C. o siglo VII a. C.

Según el canon Muktika (de 108 Upanisháds), el Brijad araniaka upanishád es el número 10.

## Autor y comentarios
La tradición dice que su autor fue el sabio Yājnavalkya; además, el sabio Adi Shankará (788-820) escribió un complejo comentario y exégesis acerca de él.

## Etimología y transliteraciones
- बृहदारण्यकोपनिषद्, en escritura devánagari.
- bṛhádāraṇyakópaniṣad, en el sistema IAST de transliteración sánscrita.
- se pronuncia aproximadamente brijád araniakópanishad o brijád araniáka upanishád
- Etimología: el nombre brihad āraṇyaka upaṇiṣád significa ‘el gran Upanisád del bosque’, siendo:
  - bṛhad: ‘grande’
  - āraṇya: ‘bosque, selva’
  - upa-ni-ṣád: ‘lo que se aprende sentado debajo [a los pies del maestro]’.

## Secciones y contenido
Se divide en tres kāṇḍas (secciones o libros), cada una de ellas con dos adhyāyas (capítulos):
1) El Madhu kāṇḍa explica las enseñanzas de la identidad básica del individuo (atma, el alma) con Dios (paramatma, el alma superior), con seis brāhmaṇas (comentarios) de un número variable de himnos o versículos en cada brāhmaṇa.
2) El Muni kāṇḍa (o Yājñavalkia kāṇḍa) incluye las conversaciones entre Iagña Valkia Muni —el autor de todo el texto— y su esposa Maitreí, contiene nueve brāhmaṇas en su primera adhyāya y seis en su segunda.
3) El Khila kāṇḍa (literalmente, sección suplementaria o apéndice) cuenta varios métodos de culto y meditación, con quince brāhmaṇas en su primera adhyāya y cinco en su última.
En este Upanishad aparece frecuentemente el concepto de neti neti (‘[Dios] no es esto, ni aquello’), utilizado como aproximación al entendimiento del concepto del Brahman sin utilizar definiciones afirmativas (que —según la tradición— serían inadecuadas para describir lo absoluto o Realidad última).

## Shlokapopulares
asato ma sad gamaya

tamaso ma jiotir gamaya

mritior ma amritam gamaya

om shanti shanti shanti
Traducción:
Irreal no, a lo real ven.

Oscuridad no, a la luz ven.

Muerte no, a lo inmortal ven.

¡Om!, paz, paz, paz.
Bṛhádāraṇyaka Upaniṣad (1, 3, 28) [adhyāya I, brāhmaṇa III, versículo 28]

## Ediciones en inglés
- 1879: Max Müller: Sacred Books of the East (‘libros sagrados de Oriente’).
- 1921: R. E. Hume: Brihadaranyakopanishad.
- 1934: Swami Madhavananda: Brihat Aranyak Upanishad. India: Advaita Ashrama, 2004.
- 1974: P. Lal: Brihadaranyaka Upanishad, ISBN 81-7595-400-0.
- 1987: Swami Nikhilananda: Sanatan.intnet.mu Brihadaranyakopanishad, ISBN 0-911206-14-0.